# میشلش
میشلش (به لاتین: Mişleş، تا ۲۰۰۱ میلادی مشلش Meşleş، به آواری: ЧIинчIар) یک منطقه مسکونی در جمهوری آذربایجان است که در شهرستان زاقاتالا واقع شده‌است. میشلش ۱۳۴ نفر جمعیت دارد.